# Hossis
Els hossis o ossis (en llatí hossii o ossi, en grec antic Ὅσσιοι) eren un poble de la Sarmàcia europea que menciona Claudi Ptolemeu. Diu que ocupaven la costa est de la regió bàltica (Estònia i l'illa d'Osel). Eren d'ètnia i llengua ugrofinesa.